# Nueva Alianza Progresista
La Nueva Alianza Progresista (NAPO) es un partido político venezolano, de centro, fundado en 2006 para promover la candidatura a la presidencia de la República de Jesús Caldera Infante. NAPO es un partido opositor al presidente Hugo Chávez, sin embargo no se encuentra dentro de la oposición tradicional venezolana, se ubica dentro de los "NI-NI", que es el nombre que se le otorga en Venezuela a aquellas personas u organizaciones no identificadas con el chavismo o la oposición; pero a solo cuatro días de las elecciones presidenciales 2006, el partido decide respaldar la candidatura de Manuel Rosales, luego de la renuncia de Jesús Caldera Infante.